# Canton de Dole-Sud-Ouest
Le canton de Dole-Sud-Ouest est une ancienne division administrative du département du Jura en région Franche-Comté.

## Administration
Canton créé en 1973.
| Période | Période | Identité             | Étiquette | Qualité |
| ------- | ------- | -------------------- | --------- | --- |
| 1973    | 1976    | Jacques Duhamel      | CDP       | Député (1962-1976) Ministre (1969-1973) Maire de Dole (1968-1976) Ancien conseiller général du canton de Dole (1964-1973) |
| 1976    | 1994    | Maurice Faivre-Picon | PCF       | Ouvrier aux établissements Solvay à Tavaux Maire de Damparis (1973-1993)                                                  |
| 1994    | 2015    | Michel Giniès        | PCF       | Maire de Damparis (depuis 1994) Elu en 2015 dans le Canton de Dole-2                                                      |

## Composition
Le canton de Dole-Sud-Ouest se composait d’une fraction de la commune de Dole et de sept autres communes. Il comptait 17 415 habitants (population municipale) au 1er janvier 2012.
| Nom                 | Code Insee | Intercommunalité | Population (dernière pop. légale)               |
| ------------------- | ---------- | ---------------- | ----------------------------------------------- |
| Dole (chef-lieu)    | 39198      | CA Grand Dole    | Fraction : 10 279(2012) Commune : 23 312 (2014) |
| Abergement-la-Ronce | 39001      | CA Grand Dole    | 809 (2014)                                      |
| Choisey             | 39150      | CA Grand Dole    | 1 066 (2014)                                    |
| Crissey             | 39182      | CA Grand Dole    | 637 (2014)                                      |
| Damparis            | 39189      | CA Grand Dole    | 2 732 (2014)                                    |
| Gevry               | 39252      | CA Grand Dole    | 684 (2014)                                      |
| Nevy-lès-Dole       | 39387      | CA Grand Dole    | 260 (2014)                                      |
| Parcey              | 39405      | CA Grand Dole    | 972 (2014)                                      |